# Montijo e Afonsoeiro
Montijo e Afonsoeiro (llamada oficialmente União das Freguesias de Montijo e Afonsoeiro) es una freguesia portuguesa del municipio de Montijo, distrito de Setúbal.

## Historia
Fue creada el 28 de enero de 2013 en aplicación de una resolución de la Asamblea de la República de Portugal promulgada el 16 de enero de 2013 con la unión de las freguesias de Afonsoeiro y Montijo, pasando su sede a estar situada en la antigua freguesia de Montijo.

## Demografía
| Gráfica de evolución demográfica de Montijo e Afonsoeiro entre 2011 y 2021 |
|                                                                            |
| Datos según el nomenclátor publicado por el INE portugués.                 |